# Кёрбер, Карл Эдуард
Карл Эдуа́рд Анто́н Кёрбер (Ке́рбер) (нем.  Carl Eduard Anton Körber; 23 мая 1802 Вынну (Тартумаа) — 22 апреля 1883 Дерпт – российский (лифляндский) пастор – представитель прибалтийской Евангелическо-лютеранской Церкви, писатель. Представитель немецко-балтийского духовно-аристократического рода Körber. Сын пастора Эдуарда Филиппа Кёрбера; внук пастора Пауля Иоганна Кёрбера; брат пасторов Людвига Августа Кёрбера и Мартина Кёрбера; дядя доктора медицины, профессора Бернгарда Августовича Кербера.

## Биография
Родился в Вынну, в семье сельского пастора Эдуарда Филиппа Кёрбера. Начальное образование получил дома, затем, по достижении десяти лет, отец определил его в гимназию Дерпта. В 1820 г. после успешного завершения среднего образования Кёрбер поступил на факультет теологии Дерптского университета. 
В 1823 г., сразу после окончания университета, Кёрбер получил назначение викарием в приход Тарвасту, откуда через два года был переведён в Туулу на севере Эстляндии. В 1830 г. вместе с братом – молодым викарием Людвигом Кёрбером – совершил паломничество к святым местам в Италию. В течение почти двух лет братья, преимущественно пешком, пересекли всю Германию, Швейцарию, достигли Италии, а затем в том же порядке прошли обратный путь.
В конце 1831 г., когда путешественники, наконец, благополучно вернулись в Ливонию, Кёрбер продолжил службу в Тууле. В 1834 г. он вернулся в свой университет, для продолжения учёбы в аспирантуре, с окончанием которой, в 1836 г. был назначен в приход в Феннерн, где проповедовал в церкви Св. Мартина и, где 23.02.1836 г. был рукоположён в пасторы.
Карл Эдуард отличался весьма эксцентричным и часто непредсказуемым характером. Нередко это вредило ему самому. Обладая обостренным чувством справедливости, пастор, не задумываясь, вставал на защиту слабых и обиженных. Поступал он весьма просто — на очередной проповеди находил возможность поведать прихожанам о конфликте, высмеять и выставить его виновника в самом неприглядном свете. То, что таким виновником чаще всего оказывался кто-то из местных землевладельцев или арендаторов, Кёрбера никогда не останавливало. Чрезвычайно острый на слово, он всегда находил точные и весьма образные характеристики для обидчиков своих прихожан. Многое из того, что на проповедях произносил пастор, сразу расходились в виде афоризмов. Нередко Кёрбер сам становился персонажем устных рассказов и анекдотов, в которых ему всегда отводилась роль народного героя. Карл Эдуард настолько восстановил против себя местных баронов, что против него началась целая кампания. В эстонских архивах и сегодня хранятся судебные дела, где в роли ответчика выступал строптивый пастор из Феннерн. На пастора жаловались как в высшие церковные, так и в светские инстанции, требуя его убрать, однако никаких объективных оснований долгое время для этого не было.
Наконец, бароны добились своего. Сыграли на том, что пастор Кёрбер в привычном для него ироничном ключе несколько раз позволил себе весьма нелицеприятно высказаться в адрес Православной церкви и Российских властей. Все началось с того, что еще в 1846 году Кёрбер одним из первых в Ливонии попытался сформулировать так называемый «Русский вопрос». Этой теме была посвящена его «Палермская проповедь», которая широко обсуждалась как в самих прибалтийских губерниях, так и в России. С проповедью были ознакомлены многие вельможи из окружения Николая I. Не все идеи, высказанные Кёрбером, были однозначно восприняты элитами с обеих сторон, однако необходимость поиска путей сближения признавалась многими. Но власти продолжали бездействовать, что, в конце концов, и привело к тому, что пастор позволил себе весьма острые замечания.
В 1859 году Кёрбер был вынужден оставить свой приход и переехать в Дерпт. Еще за два года до этого события он оказался причастен к основанию в Пярну первой национальной газеты «Пярнуский почтальон или Еженедельник». На самом деле основал газету его друг и известный в Эстонии журналист Йохан Яннсен, который ранее много лет служил кюстером (смотрителем) церкви Св. Мартина в Феннерн. В 1843 г. Кёрбер крестил, а его жена Эмилия София стала восприемницей дочери Йохана Яннсена - будущей национальной эстонской поэтессы и драматурга Лидии Эмилии Флорентины Койдула. Кстати, Кёрбер оказался и первым учителем  поэтессы.
Теперь, расставшись с пасторской службой, уже через короткое время, по аналогии с Йоханом Яннсеном, Кёрбер основал в Дерпте газету под названием «Крестьянский почтальон». Вскоре он наладил выпуск и ежегодного календаря и одновременно был избран секретарем Эстонского научного общества в Дерпте. Еще с 1840 года Кёрбер начал публиковать свои многочисленные поучительные книги для детей и школьные учебники, причем, исключительно на эстонском языке. В 60-е годы литературное творчество для детей стало основным его занятием. В современной Эстонии он считается первым автором, положившим начало национальной эстонской детской литературе. Установлено, что к моменту своей смерти в 1883 году Кёрбер написал и издал более 40 детских книг.
Его сборник рассказов для детей «Пастушеский букварь» (1849) содержит двадцать одну назидательную историю и обращен скорее к родителям, чем к детям. В нем Кёрбер призывал их обучать детей грамоте. Пастор обосновывал это, например, тем, что «…если юный пастушок занят чтением, то у него нет времени на шалости». Кёрбер, правда, умалчивает, как пастушок уследит за стадом, если погрузится в книгу. Другой сборник — «Книга орешника» (1851) частично написан рифмованной прозой. Эта книжка уже обращена непосредственно к детям. Именно её можно смело назвать первой эстонской, по-настоящему детской книгой.
Карл Кёрбер прожил 81 год. Он умер 22.04.1883 в Дерпте, где и был похоронен на старом евангелическом кладбище Вана-Яани.

## Семья
жена: Эмилия София ур. Винклер (11.07.1824 — 27.02.1893 Дерпт) - дочь пастора Иоганна Винклера и его жены - Августы Ленц; племянница физика Эмилия Христиановича Ленца
- сын: Карл Кёрбер (4.04.1847 Феннерн - 10.06.1900 Алески) - доктор медицины;
- сын: Теодор Кёрбер (15.03.1849 Феннерн - 5.12.1909 Пермь) - лесной инженер;
- дочь: Мина Кёрбер (15.11.1850 Феннерн - 1919 Владимир).

## Дополнительная информация
- В университете Кёрбер учился одновременно с будущим выдающимся физиком Эмилием Христиановичем Ленцем, с которым, несмотря на разные факультеты, был весьма близок. Собственно, Э.Х. Ленц и познакомил Кёрбера со своей племянницей Эмилией Софией Винклер, которая вскоре и стала его женой. Примечательно, что Эмилия София оказалась внучкой пастора Девида Ленца, который когда-то рукоположил отца Кёрбера - пастора Эдуарда Филиппа.
- Когда в 1830-1831 гг. братья-богословы Кёрберы совершали паломничество в Италию, в Пизе произошло событие, надолго запомнившееся местным жителям. Карл Кёрбер вызвал восхищение горожан, когда с риском для жизни взобрался по отвесной стене на десятиметровую высоту второго яруса всемирно известной «падающей» Пизанской башни. Оказалось, подвергал себя опасности он ради испуганной собаки, которая неясно каким образом очутилась в запертой башне.